# Quebec Nordiques
Quebec Nordiques (francouzsky Nordiques de Québec) byl profesionální kanadský klub ledního hokeje, který sídlil v Québecu ve stejnojmenné provincii. V letech 1979–1995 působil v profesionální soutěži National Hockey League. Nordiques hrály ve své poslední sezóně v Severovýchodní divizi v rámci Východní konference. Své domácí zápasy odehrával v hale Colisée Pepsi s kapacitou 15 176 diváků. Klubové barvy byly modrá, červená, a bílá.
V letech 1972–1979 byl účastníkem World Hockey Association (WHA), od roku 1979 pak v NHL. V roce 1995 se tým z finančních důvodů přestěhoval do Denveru v Coloradu, kde vznikl nový klub Colorado Avalanche.

## Úspěchy
- Vítěz Avco World Trophy ( 1× )
  - 1976/77

## Slavní hráči
- Peter Forsberg
- Michel Goulet
- Owen Nolan
- Joe Sakic
- Mats Sundin
- Anton Šťastný
- Marián Šťastný
- Peter Šťastný

## Kapitáni týmu
Zdroj: 
- Jean-Guy Gendron (1972–74)
- Michel Parizeau (1974–76)
- Marc Tardif (1976–81)
- Robbie Ftorek (1981)
- Andre Dupont (1981–82)
- bez kapitána (1982–83)
- Mario Marois (1983–85)
- Peter Šťastný (1985–90)
- Steven Finn a Joe Sakic (1990–91)
- Mike Hough (1991–92)
- Joe Sakic (1992–95)

## První volby draftu
Zdroj: 
- 1979: Michel Goulet (20. celkově)
- 1980: nevybíral
- 1981: Randy Moller (11. celkově)
- 1982: David Shaw (13. celkově)
- 1983: nevybíral
- 1984: Trevor Stienburg (15. celkově)
- 1985: David Latta (15. celkově)
- 1986: Ken McRae (18. celkově)
- 1987: Bryan Fogarty (9. celkově) a Joe Sakic (15. celkově)
- 1988: Curtis Leschyshyn (3. celkově) a Daniel Dore (5. celkově)
- 1989: Mats Sundin (1. celkově)
- 1990: Owen Nolan (1. celkově)
- 1991: Eric Lindros (1. celkově)
- 1992: Todd Warriner (4. celkově)
- 1993: Jocelyn Thibault (10. celkově) a Adam Deadmarsh (14. celkově)
- 1994: Wade Belak (12. celkově) a Jeff Kealty (22. celkově)

## Umístění v jednotlivých sezonách
Stručný přehled
Zdroj: 
- 1972–1974: World Hockey Association (Východní divize)
- 1974–1976: World Hockey Association (Kanadská divize)
- 1976–1977: World Hockey Association (Východní divize)
- 1977–1979: World Hockey Association
- 1979–1993: National Hockey League (Adamsova divize)
- 1993–1995: National Hockey League (Severovýchodní divize)

Jednotlivé ročníky
Zdroj: 
Legenda: Z - zápasy, V - výhry, VP - výhry v prodloužení, R - remízy, P - porážky, PP - porážky v prodloužení, VG - vstřelené góly, OG - obdržené góly, +/- - rozdíl skóre, B - body, KPW - Konference Prince z Walesu, CK - Campbellova konference, ZK - Západní konference, VK - Východní konference, fialové podbarvení - reorganizace, změna skupiny či soutěže
| USA / Kanada (1972 – 1995) |                             |        |    |    |    |    |    |    |     |     |      |     |        |                 |
| Sezóny                     | Liga                        | Úroveň | Z  | V  | VP | R  | PP | P  | VG  | OG  | +/-  | B   | Pozice | Play-off        |
| 1972/73                    | WHA (Východní divize)       | –      | 78 | 33 | –  | 5  | –  | 40 | 276 | 313 | -37  | 71  | 5.     | Ne              |
| 1973/74                    | WHA (Východní divize)       | –      | 78 | 38 | –  | 4  | –  | 36 | 306 | 280 | +26  | 80  | 5.     | Ne              |
| 1974/75                    | WHA (Kanadská divize)       | –      | 78 | 46 | –  | 0  | –  | 32 | 331 | 299 | +32  | 92  | 1.     | Finále          |
| 1975/76                    | WHA (Kanadská divize)       | –      | 81 | 50 | –  | 4  | –  | 27 | 371 | 316 | +55  | 104 | 2.     | Čtvrtfinále     |
| 1976/77                    | WHA (Východní divize)       | –      | 81 | 47 | –  | 3  | –  | 31 | 353 | 295 | +58  | 97  | 1.     | Vítěz           |
| 1977/78                    | WHA                         | –      | 80 | 40 | –  | 3  | –  | 37 | 349 | 347 | +2   | 83  | 4.     | Semifinále      |
| 1978/79                    | WHA                         | –      | 80 | 41 | –  | 5  | –  | 34 | 288 | 271 | +17  | 87  | 2.     | Semifinále      |
| 1979/80                    | NHL (Adamsova divize)       | 1      | 80 | 25 | –  | 11 | –  | 44 | 248 | 313 | -65  | 61  | 5.     | Ne              |
| 1980/81                    | NHL (Adamsova divize)       | 1      | 80 | 30 | –  | 18 | –  | 32 | 314 | 318 | -4   | 78  | 4.     | Osmifinále      |
| 1981/82                    | NHL (Adamsova divize)       | 1      | 80 | 33 | –  | 16 | –  | 31 | 356 | 345 | +11  | 82  | 4.     | Finále KPW      |
| 1982/83                    | NHL (Adamsova divize)       | 1      | 80 | 34 | –  | 12 | –  | 34 | 343 | 336 | +7   | 80  | 4.     | Čtvrtfinále KPW |
| 1983/84                    | NHL (Adamsova divize)       | 1      | 80 | 42 | –  | 10 | –  | 28 | 360 | 278 | +82  | 94  | 3.     | Semifinále KPW  |
| 1984/85                    | NHL (Adamsova divize)       | 1      | 80 | 41 | –  | 9  | –  | 30 | 323 | 275 | +48  | 91  | 2.     | Finále KPW      |
| 1985/86                    | NHL (Adamsova divize)       | 1      | 80 | 43 | –  | 6  | –  | 31 | 330 | 289 | +41  | 92  | 1.     | Čtvrtfinále KPW |
| 1986/87                    | NHL (Adamsova divize)       | 1      | 80 | 31 | –  | 10 | –  | 39 | 267 | 276 | -9   | 72  | 4.     | Semifinále KPW  |
| 1987/88                    | NHL (Adamsova divize)       | 1      | 80 | 32 | –  | 5  | –  | 43 | 271 | 306 | -35  | 69  | 5.     | Ne              |
| 1988/89                    | NHL (Adamsova divize)       | 1      | 80 | 27 | –  | 7  | –  | 46 | 269 | 342 | -73  | 61  | 5.     | Ne              |
| 1989/90                    | NHL (Adamsova divize)       | 1      | 80 | 12 | –  | 7  | –  | 61 | 240 | 407 | -167 | 31  | 5.     | Ne              |
| 1990/91                    | NHL (Adamsova divize)       | 1      | 80 | 16 | –  | 14 | –  | 50 | 236 | 354 | -118 | 46  | 5.     | Ne              |
| 1991/92                    | NHL (Adamsova divize)       | 1      | 80 | 20 | –  | 12 | –  | 48 | 255 | 318 | -63  | 52  | 5.     | Ne              |
| 1992/93                    | NHL (Adamsova divize)       | 1      | 84 | 47 | –  | 10 | –  | 27 | 351 | 300 | +51  | 104 | 2.     | Čtvrtfinále KPW |
| 1993/94                    | NHL (Severovýchodní divize) | 1      | 84 | 34 | –  | 8  | –  | 42 | 277 | 292 | -15  | 76  | 5.     | Ne              |
| 1994/95                    | NHL (Severovýchodní divize) | 1      | 48 | 30 | –  | 5  | –  | 13 | 185 | 134 | +51  | 65  | 1.     | Čtvrtfinále VK  |